# Cajazeiras
Cajazeiras est une ville brésilienne de l'ouest de l'État de la Paraíba. Elle se situe par une latitude de 06° 53' 24" sud et par une longitude de 38° 33' 43" ouest, à une altitude de 298 mètres. Sa population était estimée à 57 259 habitants en 2006. La municipalité s'étend sur 586 km2.

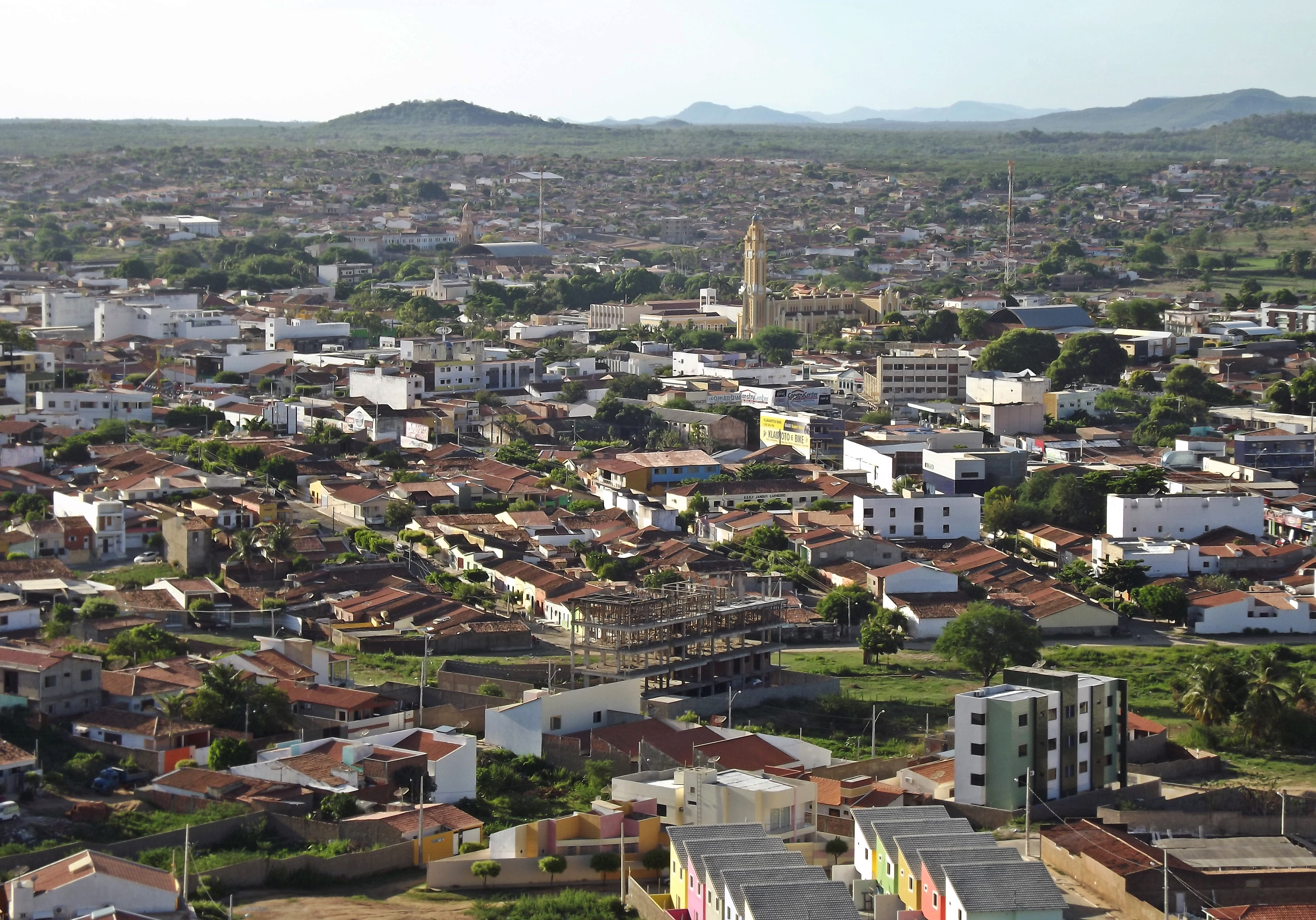
Vue panoramique de Cajazeiras, état de Paraíba, Brésil